# Université de Tampere
L'université de Tampere (en finnois : Tampereen yliopisto, sigle : TAU ou TUNI) est une université à Tampere en Finlande.
Elle est fondée en 2019, par la fusion de l'ancienne université de Tampere et de l'université technologique de Tampere.

## Présentation
L'université de  Tampere a sept facultés et trois campus. Avec l'université des sciences appliquées de Tampere (TAMK), elles composent la communauté universitaire de Tampere (finnois : Tampereen korkeakouluyhteisö). Au 13 décembre 2018, la communauté universitaire comptait 29 900 étudiants dont 20 600 à l'université de Tampere et 9 300 à TAMK, et 4 200 employés dont 3 550 employés à l'université de Tampere et 700 à TAMK.
Elle est la deuxième université de Finlande par le nombre d'étudiants.

## Facultés
| Facultés                                             | Lieux                                             | Réf.   |
| ---------------------------------------------------- | ------------------------------------------------- | ------ |
| Faculté des sciences de l'information (fi)           | Hervannan kampus Keskustakampus                   | [ 4 ]  |
| Faculté de gestion et d'économie                     | Keskustakampus, Pinni A                           | [ 5 ]  |
| Faculté des sciences de l'éducation et de la culture | Keskustakampus Virta                              | [ 6 ]  |
| Faculté de médecine et technologie de la santé       | Kalevantie 4 Kaupin kampus, Arvo Hervannan kampus | [ 7 ]  |
| Faculté d'architecture                               | Rakennustalo                                      | [ 8 ]  |
| Faculté de technologie et sciences naturelles        | Hervannan kampus, Konetalo 2                      | [ 9 ]  |
| Faculté des sciences sociales                        | Keskustakampus, Linna Kaupin kampus, Arvo         | [ 10 ] |

et 4 départements :
- Centre de langues
- Bibliothèque universitaire
- Centre universitaire de Lahti
- Centre universitaire de Pori[11]
- Centre universitaire de Seinäjoki
- École normale de Tampere (fi)
- Université des sciences appliquées de Tampere, TAMK (87 %)

## Forme juridique
L'Université de Tampere a la forme d'une fondation dont la personnalité juridique est appelée Tampereen korkeakoulusäätiö et dans la Loi sur les universités, elle est la "Tampereen korkeakoulusäätiö", agissant en tant qu'Université de Tampere".

## Campus

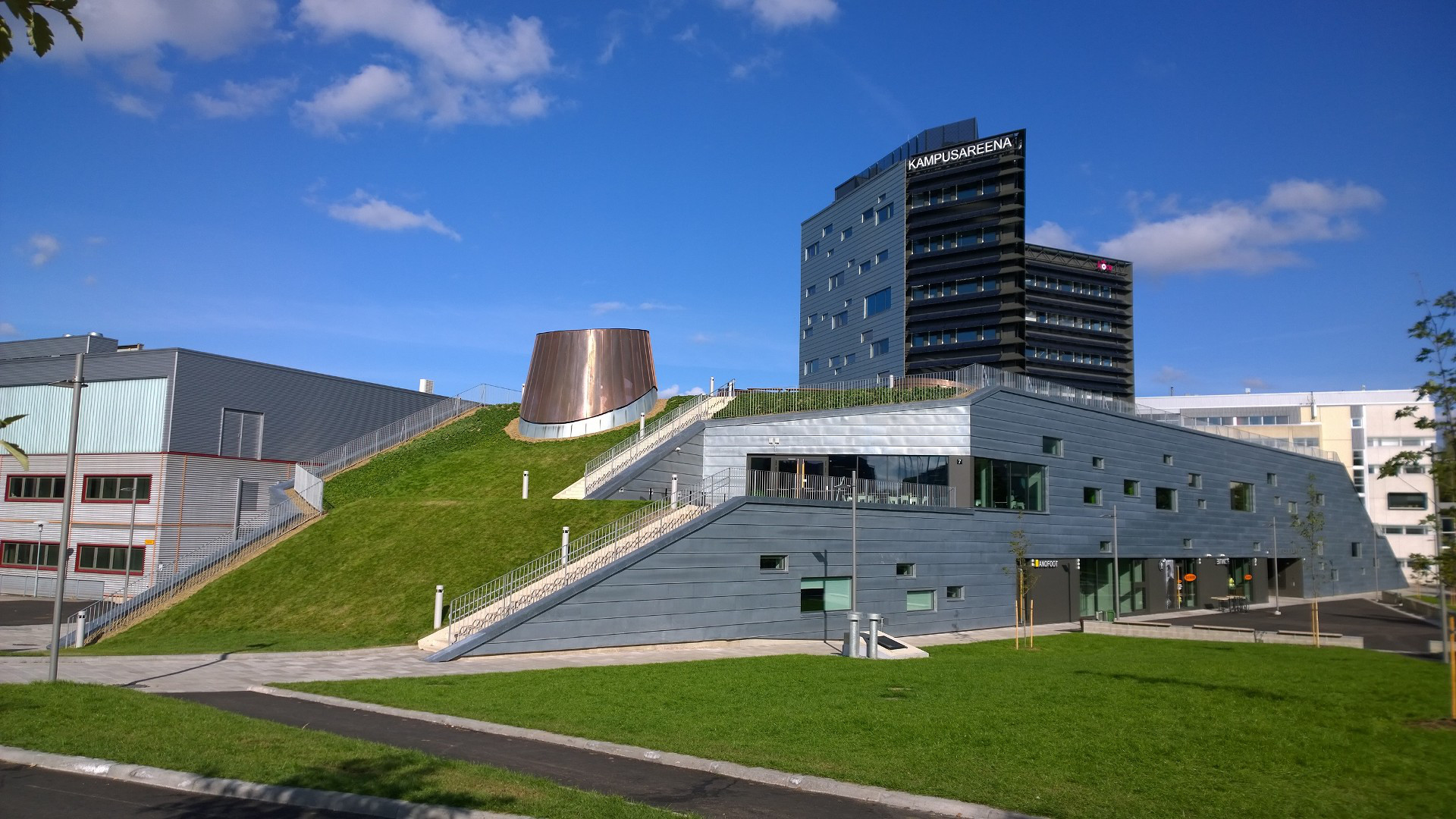
Le campus d'Hervanta.

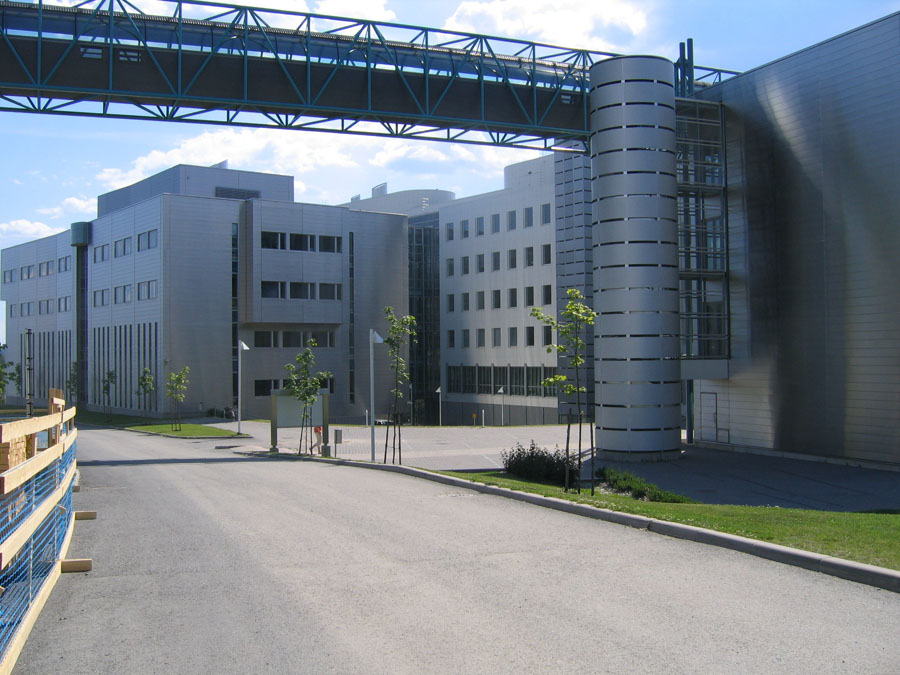
Le batiment Pinni b du campus du centre ville.

L'Université de Tampere a trois campus et elle a des activités dans les centres universitaires de Lahti, Pori et Seinäjoki.
Le campus du centre-ville était campus principal de l'ancienne université de Tampere situé le quartier de Kalevanharju.
Le campus d'Hervanta était le campus principal de l'ancienne Université de technologie de Tampere.
Le campus de Kauppi est situé à proximité immédiate de l'hôpital universitaire de Tampere et de l'université des sciences appliquées de Tampere.

## Relations internationales
L'université est membre de l’Université de l'Arctique. UArctic est un réseau international d’universités, d’instituts de recherche et d’organisations ayant pour but de promouvoir, coordonner et soutenir la recherche ainsi que l’éducation en régions arctiques.

## Personnalités liées à l'université

### Étudiants
- Jyrki Katainen, Premier ministre (2011–2014), Commissaire européen (2014-2019)[16]
- Sanna Marin - Premier ministre (2019–)
- Mika Lintilä –  Ministre des Affaires économiques et de l'Emploi (2019–)
- Kalevi Sorsa –  Premier ministre  (1972–1975, 1977–1979, 1982–1983, 1983–1987)
- Paula Risikko –  Ministre de l'Intérieur (2016–2018)
- Sampo Terho – Ministre de l'Éducation et de la Culture (2017–2019)
- Satu Hassi – Ministre de l'Environnement (1999–2002)
- Haile Mariam Dessalegn – Premier ministre d'Éthiopie (2012–2018)
- Rainer Mahlamäki – Architecte
- Kari Jormakka – Architecte
- Jouko Karvinen – DG de Stora Enso  (2007–2014)
- Matti Kähkönen – DG de Metso  (2011–2017)
- Jarmo Kekäläinen – DG des Blue Jackets de Columbus (2013–)
- Mariina Hallikainen – DG de Colossal Order (2009–)
- Hille Korhonen – DG de Nokian Tyres (2017–)
- Kari Neilimo – Vuorineuvos